# Професійна консультація
Професійна консультація (лат. professio – рід занять, consultatio – нарада) — це система індивідуальної роботи з тими, хто обирає професію, і система закладів, метою діяльності яких є надання допомоги оптантам. Оптант — людина, яка обирає професію.
До системи закладів з професійної консультації відносять: служби з працевлаштування населення, організації з підбору та оцінки кадрів, різноманітні комп'ютерні інформаційні системи.

## Види професійної консультації
Вирізняють такі види професійної консультації:
- довідково-інформаційну, коли оптантові надається різноманітна інформація: про канали працевлаштування, вимоги про приймання на роботу й навчання, місцезнаходження і профіль різноманітних навчальних закладів, можливості освоєння різних професій, потреби регіону і країни загалом у спеціалістах, перспективи професійного росту і т.д.;

- діагностичну, спрямовану на вивчення особистості оптанта, його психологічних характеристик із метою виявлення їх відповідності тому чи іншому видові професійної діяльності;

- формувальну, яка має на меті корекцію вибору професії залежно від особливостей оптанта або корекцію певних психологічних його рис щодо вимог обраної професії;

- медичну, спрямовану на з'ясування відповідності стану здоров'я оптанта вимогам майбутньої професії.

Професійна консультація спеціалізується на допомозі людям при виборі професії, а також плануванні професійної кар'єри відповідно до можливостей, що надає особистості суспільство з урахуванням її індивідуальних якостей. Професійна консультація — складова частина системи професійної орієнтації, що проводиться з урахуванням фізичних і психологічних особливостей респондента, його загальних і професійних інтересів, схильностей і здібностей, загальної і професійної підготовки, медичних і психологічних вимог до працівника даної професії, а також зведених даних про попит на робочу силу, можливості працевлаштування і навчання за тими чи іншими професіями і спеціальностями.

## Професійна консультація в Україні
Професійна консультація — науково організована система взаємодії психолога-профконсультанта та особи, що потребує допомоги у виборі або зміні професії чи виду діяльності, на основі вивчення індивідуально-психологічних характеристик, особливостей життєвих ситуацій, професійних інтересів, нахилів, стану здоров'я особи та з урахуванням потреб ринку праці.